# Kisalagi János
Kisalagi János, Wohlram (Budapest, 1912. augusztus 28. – Budapest, 1977. július 6.) válogatott labdarúgó, középcsatár, labdarúgóedző.
Sportpályafutását 1925-ben atletizálással kezdte a Megyeri TC-ben, majd 1926-ban labdarúgással folytatta. Legnagyobb sikereit a Nemzeti FC labdarúgó-csapatával érte el a magyar I. és II. osztályban. Nehezen érthető családneve miatt 1936-ban nem hivatalosan felvette lakhelyének nevét, és ezután a sportsajtó Kisalagi néven említette. Egyszer szerepelt a magyar labdarúgó A-válogatottban 1938-ban. Többször behívták katonai kiképzésre és szolgálatra, ami megtörte labdarúgó pályafutását. A II. világháború után a II. és a III. osztályban játszott 1950-ig, majd edzőként folytatta sportpályafutását.

## Pályafutása

### Klubcsapatban
Huszonnégy éves aktív labdarúgói pályafutását az újpesti kiscsapat Megyeri TC-ben kezdte 1926-ban. Magas termete miatt kapus poszton kezdett játszani. Védte az ifjúsági válogatott kapuját is. Később középcsatár poszton szerepelt. A Megyeri TC-ben lett igazolt játékos bátyjával, Gyulával együtt 1929 szeptemberében. A Vinc(z)e Ernő Bőrgyár Sport Egyesület labdarúgó-csapatában 1933 és 1935 között szerepelt. A Vinc(z)e SE-ből válogatták be a Cégcsapatok Labdarúgó Ligájának (CLL) válogatottjába. Mivel családjával együtt 1932-ben a fővárosból kiköltözött a közeli Kisalagra, így 1933 szeptemberében Gyula nevű bátyjával együtt átigazolt a Kisalagi SE-hez, és a klub leigazolta Miklós nevű öccsüket is.
A Nemzeti FC-be 1935 augusztusában igazolt át és vált professzionalista játékossá. A Nemzeti FC-nél töltötte pályafutásának legsikeresebb időszakát, egészen a klub 1939 novemberében bekövetkezett feloszlatásáig. A Nemzeti FC-vel az I. és II. osztályban szerepelt. Az utóbbiban bajnoki és gólkirályi címet is elért. A Nemzeti FC-ből válogatták be az A- és a B-válogatottba, és klubjával több tucat nemzetközi mérkőzésen is részt vett.
A Lampart FC-ben 1940 márciusa és 1942 márciusa között szerepelt. A Lampart FC-vel a Nemzeti Bajnokság (NB) I-ben és az NB II-ben szerepelt. A Lampart FC-vel szerezte meg második bajnoki címét a II. osztályban, és részt vett a Magyar Kupa küzdelmeiben.
A Dunakeszi Magyarságba 1942 márciusában igazolt át, mellyel szerepelt a Magyar Kupában és a Vasutas Bajnokságban. A Dunakeszi Magyarságban kezdte el edzői tevékenységét még aktív labdarúgóként 1942-1943 telén. A II. világháború befejeződése után egy rövid időre valószínűleg a Kisalagi MÁV SE-ben folytatta labdarúgó pályafutását. A Fóti SE-be 1947 júliusában igazolt át, mellyel részt vett a Nyári Kupában. A Fóti SE-ben fejezte be aktív labdarúgói pályafutását 1950-ben.
Gyors, jó felépítésű csatár volt, aki fejjel és lábbal is gólveszélyes volt. Ugyanakkor izgulós játékos volt és gyakran voltak önbizalom-hiányos időszakai is. „Kitűnő adottságai vannak a futballhoz: jóalakú, erős, jól lő, van érzeke az összjáték iránt, ötletei is vannak. Mi lehet hát a baja? Semmi más, mint önbizalomhiány.”

### A válogatottban
Kisalagi János egyszer szerepelt a magyar labdarúgó A-válogatottban, hatszor a B-válogatottban, egyszer a csikó- és kétszer az ifjúsági válogatottban, (legalább) egyszer alszövetségi válogatottban és négyszer a cégliga válogatottban. Ezeken kívül négy egyéb válogatottságot ért el. Egyetlen A-válogatottságát a Németország ellen Nürnbergben vívott és 1:1-re végződött barátságos mérkőzésen érte el 1938. március 20-án. A 19 különféle válogatott mérkőzésen összesen 11 (9) gólt szerzett. (A számok eltérnek amiatt, mert előfordult, hogy a forrásként használható korabeli sportújságok és a Magyar Távirati Iroda (MTI) Sportkiadása eltérő végeredményeket és/vagy gólszerzőket közöltek ugyanazon mérkőzésről.)

### Edzőként
1942. június 22. és július 12. között sikeresen elvégezte a Budapesti Állami Tanítóképezde budai bázisán működő magyar királyi állami Sportmester Vizsgáztató Bizottság labdarúgó szakosztályának edzőképző tanfolyamát és segédmesteri képesítést szerzett. Harmincöt éves edzői pályafutása során tevékenykedett a Dunakeszi Magyarságban, a Dunakeszi Mechanikában, a Dunakeszi Kinizsiben, a Fóti SE-ben, és a Kisalagon működő Fóti Vasutas SE-ben. Ez utóbbival egy VI. osztályú bajnoki címet ért el. Wohlram „Kisalagi” János egész életét a magyar labdarúgásnak szentelte.

## Sikerei, díjai
A Megyeri TC korosztályos csapatával a harmadik helyen végzett a Budapesti Labdarúgó Alszövetség (BLASz) Amatőr bajnokság IV. osztály Negyedik csoportjában az 1930-1931-es szezonban. A Vinc(z)e SE-vel elnyerte a CLL elnökségi díját 1933-ban. A Vinc(z)e SE-vel negyedik helyen végzett a CLL I. osztályában az 1933-1934-es szezonban. Ebben a szezonban a Vincze SE lett a CLL fairdíj győztese és megkapta a bírák bronzlabdáját. A Nemzeti FC-vel első helyen végzett a Professzionális II. osztály 1935-1936-os szezonjában, és feljutott az I. osztályba. Ebben a szezonban a II. osztály gólkirálya lett. A túrázó Nemzeti FC-ben játszott Algériában, Ausztriában, Csehszlovákiában, Dániában, Gibraltárban, Hollandiában, Jugoszláviában, Lengyelországban, Marokkóban, Németországban, Olaszországban és Romániában. A Nemzeti FC-vel szerepelt az 1939. április 9-10-én Amszterdamban, a holland Ajax FC és Blauw Wit, és a belga FC Malines részvételével megrendezett húsvéti nemzetközi négyes tornán. A Lampart FC-vel első helyen végzett a Nemzeti Bajnokság II. osztály Tisza csoportjában az 1940-1941-es szezonban, és feljutott az I. osztályba. Ebben a szezonban 17 gólt szerzett, amivel holtversenyben a bajnokság góllövő listájának 8. helyén végzett. A Dunakeszi Magyarsággal a 3. helyen végzett az 1945. évi Budapest Bajnokság II. osztályában. A Fóti SE-vel megnyerte a csapata által megrendezett és négy környékbeli csapat részvételével lebonyolított Téli Kupát 1948-ban.

## Statisztika

### Klubcsapatban
A Nemzeti FC a Professzionális II. osztály 1935-1936-os szezonjának 26 mérkőzéséből 24-et megnyert, 1 döntetlen és 1 vereség mellett. Ebben a szezonban a Nemzeti FC 142 gólt szerzett, melyhez 50 góllal járult hozzá, amivel gólkirály lett. A Nemzeti FC-vel a Nemzeti Bajnokság 1936-1937-es szezonjában az 5., az 1937-1938-as szezonjában a 7., az 1938-1939-es szezonjában pedig a 6. helyen végzett. Az 1937-1938-as szezonban 18 gólt szerzett, amivel holtversenyben a bajnokság góllövő listájának 7. helyén végzett. A Nemzeti FC-ben összesen 36 nemzetközi mérkőzésen lépett pályára, melyek során összesen 44 (45) gólt ért el. (Az eltérő számadatok abból adódnak, hogy előfordult, hogy a forrásként használható korabeli sport újságok és a Magyar Távirati Iroda (MTI) Sportkiadása eltérő végeredményeket és/vagy gólszerzőket közöltek ugyanazon mérkőzésről.) Mindenfajta mérkőzést figyelembe véve a Nemzeti FC- és a Fóti (M)SE-beli szereplése során mérkőzésenkénti 1 gólnál jobb átlagot produkált. Bihámy III Béla (58 gól) után a 2. helyet foglalja el a Nemzeti FC örök góllövő listáján az NB I-ben elért 44 góljával. A Nemzeti FC-ben és a Lampart FC-ben eltöltött évei során összesen 77 alkalommal szerepelt az NB I-ben, melyek során 44 gólt szerzett. Ez 0,571-es mérkőzésenkénti gólátlag, amivel az 57. helyen áll az NB I örök gólerősségi mutatóján.

### Mérkőzése a válogatottban
| Magyarország | Magyarország      | Magyarország | Magyarország | Magyarország | Magyarország | Magyarország | Magyarország | Magyarország |
| #            | Dátum             | Helyszín     | Hazai        | Eredmény     | Vendég       | Kiírás       | Gólok        | Esemény      |
| ------------ | ----------------- | ------------ | ------------ | ------------ | ------------ | ------------ | ------------ | ------------ |
| 1.           | 1938. március 20. | Nürnberg     | Németország  | 1 – 1        | Magyarország | barátságos   | -            |              |
|              | Összesen          |              |              | 1            | mérkőzés     |              | 0            | gól          |

## Magánélete
Kisalagi Jánosnak 3 leánytestvére és 2 fiútestvére volt. Utóbbiak amatőr labdarúgók voltak. Polgári foglalkozása műszerész volt, melyet a labdarúgás mellett egész életében űzött. 1939 elején megnősült, majd később 3 fia született. A nevével kapcsolatos helyzetet bonyolította, hogy Miklós nevű öccse 1939 decemberében hivatalosan is Kisalagi-ra változtatta nevét. A II. világháború során részt vett Felvidék visszavételében 1938 őszén, és a keleti fronton zajló harcokban 1941 őszén. Az 1956-os forradalom során beállt a Nemzetőrségbe, ami miatt a forradalom leverése után az Államvédelmi Hatóság (ÁVH) letartóztatta és hónapokig börtönben tartotta. A forradalomban való részvétele miatt kirúgták munkahelyéről és évekig munkanélküli volt. Később rehabilitálták. A kisalagi temetőben nyugszik.

## Megjegyzés
- * Az eltérő számadatok abból adódnak, hogy előfordult, hogy a forrásként használható korabeli sport újságok és a Magyar Távirati Iroda (MTI) Sportkiadása eltérő végeredményeket és/vagy gólszerzőket közöltek ugyanazon mérkőzésről.